# عیبلو (ایبلو)
ایبلو نام یک برند مبلمان و سبک زندگی می باشد. ایبلو فعالیت خود را در زمینه مبلمان از سال 98 شروع کرده و پس از آن با تکمیل محصولات تنوع خودافزایش داده و سبک زندگی ایبلو را پی ریزی کرده است.
نام روستایی در بخش مرکزی شهرستان ارومیه استان آذربایجان غربی ایران است.

## جمعیت
این روستا در دهستان باش‌قلعه قرار داشته و بر اساس سرشماری سال ۱۳۸۵ جمعیت آن ۱۴۱ نفر (۴۰ خانوار) بوده‌است.